# Figini & Lazzati
Figini & Lazzati is een Italiaans historisch merk van motorfietsen.
De bedrijfsnaam was: Luigi Figini & Co., Milano.
In 1898 werd in Italiaanse kranten voor het eerst melding gemaakt van een gemotoriseerd rijwiel dat door de constructeurs Figini en Lazzati was ontwikkeld en bij Luigi Figini & Co. werd gebouwd. Toch ontstond er verwarring over de naam, want de machine werd ook "Figini & Lazzati" of alleen "Lazzati" genoemd. In het laatste geval zou de bedrijfsnaam Lazzati & Co. zijn.
Zeker is dat Figini & Lazzati de machine samen ontwikkelden, waarmee ze de eerste Italianen waren die een gemotoriseerde fiets op de markt brachten.
De fiets, die de naam "Bicicletto" kreeg, leverde ¾ pk en verbruikte 0,2 liter brandstof per uur bij een snelheid van 40 km/uur. De pedalen waren in het motorcarter gemonteerd. Al in 1899 verscheen een verbeterde versie, waarbij de motor iets hoger in het frame gemonteerd was en de pedalen weer in het frame draaiden.
Pas in 1906 begon de serieproductie, die echter in 1910 weer werd beëindigd.